# استوک، اسکس
استوک (به انگلیسی: Stock) یک روستا و محله مدنی در بریتانیا است که در چلمزفورد واقع شده‌است. استوک ۲٬۱۰۰ نفر جمعیت دارد.